# Quercus crassipes
Quercus crassipes är en bokväxtart som beskrevs av Aimé Bonpland. Quercus crassipes ingår i släktet ekar, och familjen bokväxter. Inga underarter finns listade.